# Tvåprickig nyckelpiga
Tvåprickig nyckelpiga,  Adalia bipunctata, är en nyckelpiga i familjen Coccinellidae och är en vanlig art i stora delar av den tempererade världen. Enligt Catalogue of Life har den inga underarter.

## Utseende
En oval skalbagge med i normalfallet röda täckvingar med en svart fläck mitt på varje täckvinge, svart huvud med gula markeringar och svart halssköld med vita sidor och ett vitt fält i bakkantens mitt. Dock finns det flera olika former: Dels den ovan nämnda, ljusa gruppen med övervägande röda till orangefärgade täckvingar, och med variabelt antal svarta fläckar (som alltså i normalfallet är två); dels en mörkare grupp med nästan helt svarta täckvingar med endast få röda fläckar på varje del, och ofta även en nästan helsvart halssköld med endast smala, vita ytterkanter. (En vanlig mörk form i Skandinavien har två röda fläckar på varje täckvinge.) Antennerna är rödaktiga med mörkare toppar, och undersidan är svart till rödbrun. Äggen är blekgula, larverna är avlånga, svarta, med gula och vita fläckar och vårtliknande utskott, medan puppan är grå med mörkare teckningar och svarta vinganlag. Kroppslängden hos den fullvuxna skalbaggen är 3,5 till 5,5 mm.
Polarnyckelpiga (Adalia frigida) räknas vanligen som en underart till Tvåprickig nyckelpiga, men är möjligen en egen art. Den har ljusare rödgula täckvingar än normalvarianten av tvåprickig nyckelpiga, och ett eller två mer eller mindre tydliga band, skapade av sammansmälta fläckar. Den kan dock likna ovanligare varianter av tvåprickig nyckelpiga och kan endast säkert skiljas från den genom genitaliernas utseende.
Polarnyckelpiga är en holarktisk art, som förekommer i Europa norr om Polcirkeln, på Island och i Ryssland samt i norra Asien till Kamtjatka. I Sverige förekommer den sällsynt i Åsele-, Lule- och Torne lappmark.

## Utbredning
Det ursprungliga utbredningsområdet omfattar både Nordamerika (Kanada och USA), Europa samt Centralasien. Arten har etablerat sig i Nya Zeeland sedan 1936, förekommer även i Australien, och påträffades för första gången i Japan 1993, i Osakaregionen.I Sverige finns arten i hela landet, dock glesare i Norrland utom längs kustområdena, medan den förekommer i hela Finland, dock med färre observationer i de norra delarna av landet.

## Ekologi
Arten förekommer på träd, buskar och gräs i skogar, skogsbryn, parker och trädgårdar. Födan utgörs framför allt av bladlöss och bladloppor. I Nordeuropa är den aktiv mellan april och oktober. Nyckelpigan övervintrar under timmerstockar, löv och bark.
Honan lägger äggen på undersidan av löv och andra lämpliga platser i närheten av födan. Även pupporna fästs från undersidan av löv. Arten kan få flera generationer per år.

## Familjärt namn
Både denna nyckelpiga och den 7-prickiga nyckelpigan (Coccinella septempunctata) kallas ofta gullhöna. 